# Amador de La Porte

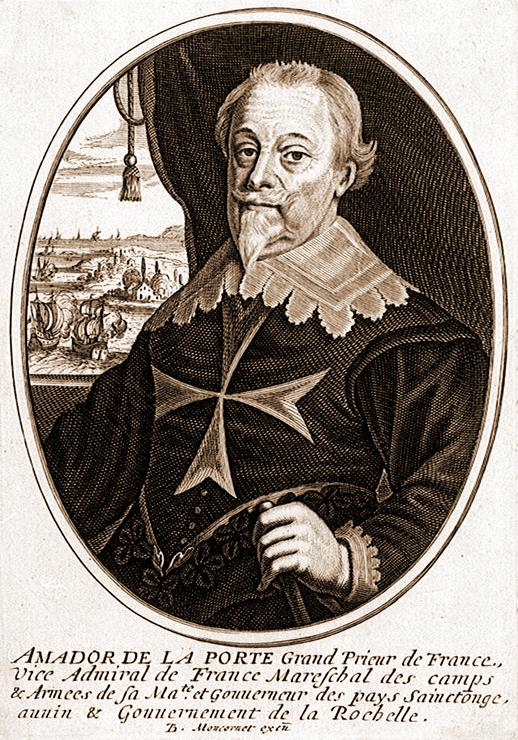
Amador de La Porte, Großprior von Frankreich

Amador de La Porte (* um 1566 in der Picardie; † 31. Oktober 1644 in Paris) war der Onkel mütterlicherseits von Kardinal Richelieu und von 1639 bis 1644 Großprior von Frankreich des Johanniterordens.

## Leben
Amador de La Porte stammt aus der Picardie und ist der Sohn von François de La Porte und Madeleine Charles. Am 11. Juni 1582 – etwa 16-jährig – trat er in den Johanniterorden (Ordre de Saint-Jean de Jérusalem) ein; hier wurde er Ritter und Kommandeur, Suzerän von Clichy, am 18. Februar 1637 Prior von Champagne. Nach dem Tod von Guillaume de Meaux Boisboudran wurde er am 2. Oktober 1639 zum Großprior von Frankreich berufen.
Als Folge des frühzeitigen Todes von François du Plessis de Richelieu (1590), Ehemann seiner Halbschwester Suzanne de la Porte de Vezins (1551–1616), übernahm er die Vormundschaft für dessen Kinder, seine Neffen, darunter Armand-Jean du Plessis de Richelieu, den späteren Kardinal Richelieu (* 1585). Mit Hilfe seines persönlichen Vermögens finanzierte er Armand-Jean und dessen Bruder Alphonse-Louis (1582–1653) eine Ausbildung am Collège de Navarre, sowie – für Armand-Jean – an der Reitakademie Antoine de Pluvinels. Die gleiche Funktion nahm Amador de La Porte später für einen anderen Neffen wahr, für Charles de La Porte (1602–1664).
Als Richelieu später Minister Ludwigs XIII. war, vergaß dieser seinen Onkel nicht. Er ernannte ihm zum Gouverneur des Aunis und der Saintonge, wodurch Amador de La Porte Autorität über die Häfen von La Rochelle und Brouage erhielt.
Amador de La Porte starb am 31. Oktober 1644 und wurde in der (heute nicht mehr vorhandenen) Kirche Sainte-Marie-du-Temple in der ehemaligen Pariser Tempelburg bestattet.